# 14959 TRIUMF
14959 TRIUMF este un asteroid din centura principală de asteroizi.

## Descriere
14959 TRIUMF este un asteroid din centura principală de asteroizi. A fost descoperit pe 9 mai 1996 la Kitt Peak National Observatory în cadrul proiectului Spacewatch. El prezintă o orbită caracterizată de o semiaxă mare de 2,45 ua, o excentricitate de 0,23 și o înclinație de 4,9° în raport cu ecliptica.